# De civilitate morum puerilium
De civilitate morum puerilium ("Sobre a civilidade nas crianças") é um manual escrito por Erasmo de Roterdã, e é considerado o primeiro tratado na Europa Ocidental sobre a educação moral e prática das crianças. Publicado pela primeira vez em 1530 foi endereçado a Henrique de Borgonha, de onze anos, filho de Adolfo, Príncipe de Veere, e dá instruções, em latim simples, sobre como um menino deve se comportar na companhia de adultos. O livro alcançou sucesso imediato e foi traduzido para vários idiomas. A primeira versão em inglês, por Robert Whittinton (ou Whittington) foi publicado em 1532, sob o título de Um livrinho de boas maneiras para crianças. Outra tradução de Thomas Paynell foi publicada em 1560.
O livro é dividido em dezessete seções, cada uma tratando de um aspecto do comportamento.
Norbert Elias refere-se a este livro em sua obra mais influente, O Processo Civilizatório, afirmando que o uso específico de Erasmo do termo francês "civilité" reformulou seu significado, lançando as bases para o surgimento posterior da influência da palavra civilização para os franceses e estados britânicos.